# Caralluma adscendens
Caralluma adscendens là một loài thực vật có hoa trong họ La bố ma. Loài này được (Roxb.) R.Br. mô tả khoa học đầu tiên năm 1809.

## Hình ảnh

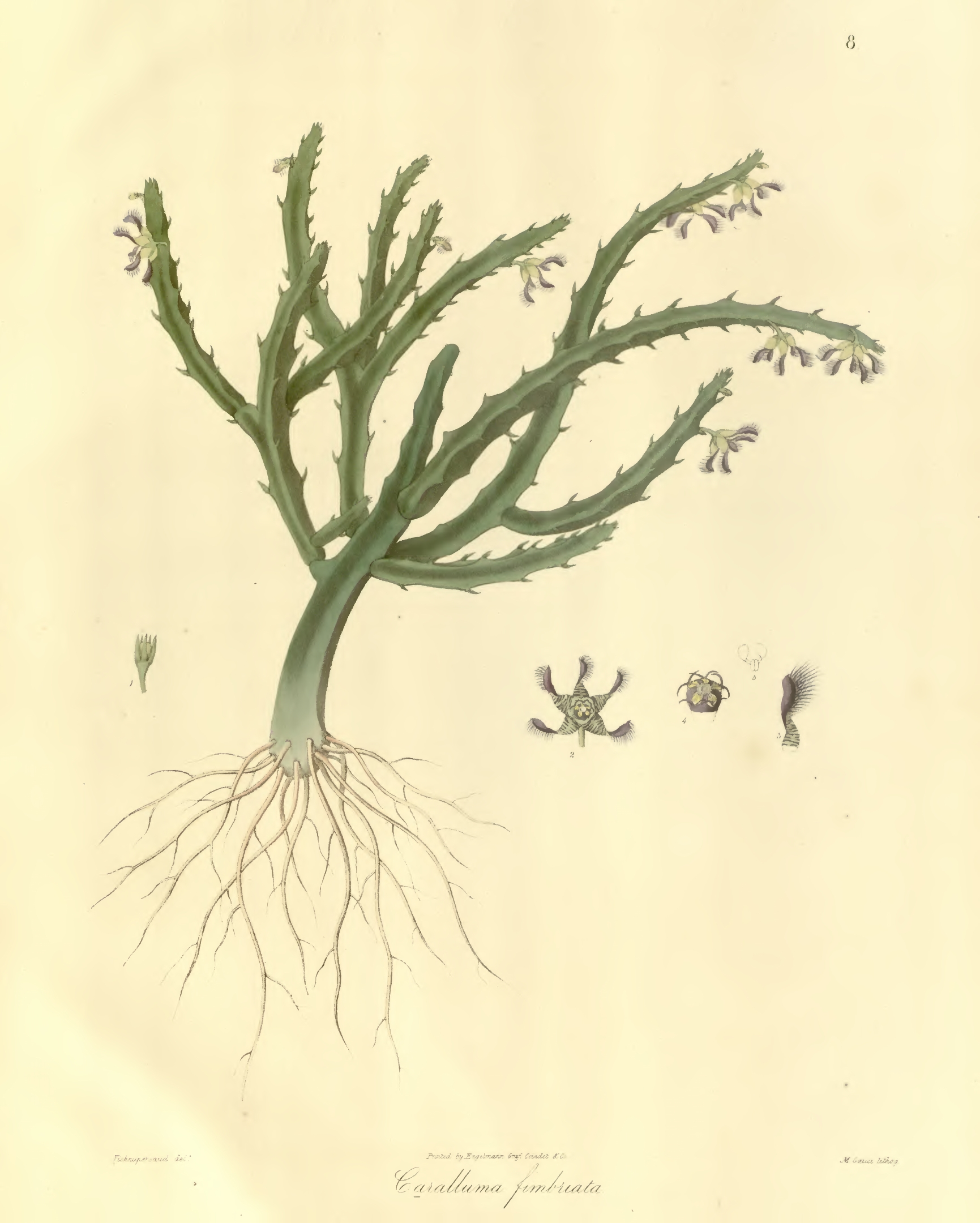